# Finn Jensen (bokser)
 Der er flere personer med dette navn, se Finn Jensen.
Finn Jensen (født ?? – ??) var en dansk professionel bokser i letsværvægt og sværvægt. 
Finn Jensen debuterede som professionel den 6. oktober 1960 i KB Hallen på Frederiksberg, hvor han tilføjede franskmanden Francois Delannoit sit andet nederlag i lige så mange kampe. Han mødte i 1961 den kommende europamester Ivan Prebeg i dennes tredje kamp og opnåede uafgjort. 
Efter 8 kampe med 6 sejre og 2 uafgjorte mødte Finn Jensen den 1. januar 1962 Carl Welschou i en kamp over 10 omgange, der var annonceret som det danske mesterskab i sværvægt. Finn Jensen tabte kampen på point, og blev derved tilføjet sit første nederlag som professionel. Han boksede herefter 8 kampe frem til 1964 og tabte de 4. Sidste kamp i karrieren fandt sted 7. februar 1964, hvor Finn Jensen blev stoppet i 4. omgang af Floyd Pattersons lillebror, den i Sverige bosiddende amerikaner Ray Patterson. 
Finn Jensen opnåede 17 kampe som professionel, hvoraf 10 blev vundet (alle på point), 5 tabt, og 2 endte uafgjort.